# Coleophora strutiella
Coleophora strutiella é uma espécie de mariposa do gênero Coleophora pertencente à família Coleophoridae.